# روي هيلتون
روي هيلتون (بالإنجليزية: Roy Hilton)‏ هو لاعب كرة قدم أمريكية أمريكي، ولد في 23 مارس 1943 في هازلهورست في الولايات المتحدة، وتوفي في 6 يناير 2019.

## وصلات خارجية
- روي هيلتون على موقع مرجع كرة القدم المحترفة.كوم (الإنجليزية)